# Andrzej Mielcuch
Andrzej Mielcuch (ur. 1946 w powiecie warszawskim) – polski nauczyciel, działacz partyjny i samorządowy, naczelnik i prezydent Otwocka (1986–1989). 

## Życiorys
Po ukończeniu szkoły średniej w Celestynowie studiował na Wydziale Pedagogicznym Uniwersytetu Warszawskiego, uzyskując stopień magistra. W 1968 rozpoczął pracę jako nauczyciel w powiecie otwockim, był także działaczem Polskiej Zjednoczonej Partii Robotniczej – I sekretarzem Komitetu Gminnego w Celestynowie. Do 1981 sprawował funkcję przewodniczącego tamtejszej Gminnej Rady Narodowej. W latach 1981–1984 ponownie zatrudniony jako nauczyciel. Od 1984 do 1986 pełnił obowiązki naczelnika gminy Celestynów, następnie analogiczną funkcję w Otwocku (1986–1988). W marcu 1988 został mianowany pierwszym w historii prezydentem Otwocka – urząd sprawował do listopada 1989.